# Révolution constitutionnaliste de 1932
 (mars 2025).
 (mars 2025).
La mise en forme du texte ne suit pas les recommandations de Wikipédia : il faut le « wikifier ».
Les points d'amélioration suivants sont les cas les plus fréquents. Le détail des points à revoir est peut-être précisé sur la page de discussion.
- Les titres sont pré-formatés par le logiciel. Ils ne sont ni en capitales, ni en gras.
- Le texte ne doit pas être écrit en capitales (les noms de famille non plus), ni en gras, ni en italique, ni en « petit »…
- Le gras n'est utilisé que pour surligner le titre de l'article dans l'introduction, une seule fois.
- L'italique est rarement utilisé : mots en langue étrangère, titres d'œuvres, noms de bateaux, etc.
- Les citations ne sont pas en italique mais en corps de texte normal. Elles sont entourées par des guillemets français : « et ».
- Les listes à puces sont à éviter, des paragraphes rédigés étant largement préférés. Les tableaux sont à réserver à la présentation de données structurées (résultats, etc.).
- Les appels de note de bas de page (petits chiffres en exposant, introduits par l'outil «  Source ») sont à placer entre la fin de phrase et le point final[comme ça].
- Les liens internes (vers d'autres articles de Wikipédia) sont à choisir avec parcimonie. Créez des liens vers des articles approfondissant le sujet. Les termes génériques sans rapport avec le sujet sont à éviter, ainsi que les répétitions de liens vers un même terme.
- Les liens externes sont à placer uniquement dans une section « Liens externes », à la fin de l'article. Ces liens sont à choisir avec parcimonie suivant les règles définies. Si un lien sert de source à l'article, son insertion dans le texte est à faire par les notes de bas de page.
- La présentation des références doit suivre les conventions bibliographiques. Il est recommandé d'utiliser les modèles {{Ouvrage}}, {{Chapitre}}, {{Article}}, {{Lien web}} et/ou {{Bibliographie}}. Le mode d'édition visuel peut mettre en forme automatiquement les références.
- Insérer une infobox (cadre d'informations à droite) n'est pas obligatoire pour parachever la mise en page.

Pour une aide détaillée, merci de consulter Aide:Wikification.
Si vous pensez que ces points ont été résolus, vous pouvez retirer ce bandeau et améliorer la mise en forme d'un autre article.
 (mars 2025).
 (mars 2022).
La révolution constitutionnaliste de 1932, également connue sous le nom de révolution de 1932 ou guerre paulista, était le mouvement armé qui a eu lieu dans les États de São Paulo, Mato Grosso do Sul et Rio Grande do Sul, entre juillet et octobre 1932, qui visait à renverser le gouvernement provisoire de Getúlio Vargas et convoquer une Assemblée nationale constituante.
Le coup d'État résultant de la révolution de 1930 renversa le président de la république d'alors, Washington Luís ; empêcha l'investiture de son successeur élu aux élections de mars 1930, Júlio Prestes ; déposé la majorité des présidents des États (maintenant appelés gouverneurs); fermé le Congrès national, les assemblées législatives des États et les conseils municipaux ; et, enfin, abroge la Constitution de 1891, jusque-là en vigueur. Getúlio Vargas, candidat défait aux élections présidentielles de 1930 et l'un des leaders du mouvement révolutionnaire de 1930, assuma la présidence du gouvernement national provisoire en novembre de la même année avec de larges pouvoirs, mettant fin à la période dite de la República Velha et à la politique du café au lait — lorsque São Paulo et Minas Gerais ont alterné dans la nomination du président de la République, empêchant le bureau principal du pouvoir exécutif d'être occupé par des représentants d'autres États économiquement importants à l'époque, tels que Rio Grande do Sul et Pernambuco. Il y avait un engagement à appeler à de nouvelles élections et à la formation d'une Assemblée nationale constituante pour la promulgation d'une nouvelle Constitution, mais dans les années suivantes, cette attente a suscité un sentiment de frustration, étant donné le manque de définition concernant la réalisation de ces promesses., couplée à du ressentiment contre le gouvernement provisoire, principalement dans l'État de São Paulo. Ce sentiment était motivé par le fait que Getúlio Vargas gouverne de manière discrétionnaire par décrets, sans le soutien d'une Constitution et d'un Pouvoir Législatif. Cette situation a également réduit l'autonomie dont jouissaient les États brésiliens lors de la Constitution de 1891, car les intervenants nommés par Vargas, pour la plupart des lieutenants, ne correspondaient pas aux intérêts des groupes politiques locaux. Le lieutenant João Alberto Lins de Barros a été nommé à São Paulo, que les oligarques de São Paulo traitaient péjorativement d'« étranger et roturier » ou même de « Pernamboucan ». Un autre revers a été la grave crise économique à la suite de la Grande Dépression de 1929, qui a fait baisser les prix internationaux du café, ruinant l'oligarchie de São Paulo. Ce fut la première grande révolte contre le gouvernement Getúlio Vargas,,.
Le soulèvement armé débute en effet le 9 juillet 1932, précipité[incompréhensible] par la révolte populaire après la mort de quatre jeunes hommes par les troupes de Vargas, le 23 mai 1932, lors d'une manifestation contre le gouvernement fédéral. Après la mort de ces jeunes, un mouvement clandestin appelé MMDC (initiales des noms des quatre jeunes morts : Martins, Miragaia, Dráusio et Camargo) s'est organisé, qui a commencé à conspirer contre le gouvernement provisoire de Vargas, articulant une révolte avec d'autres mouvements politiques. Il y a également eu une cinquième victime, Orlando de Oliveira Alvarenga, qui a également été abattu ce jour-là au même endroit, mais est décédé des mois plus tard. Dans les mois qui ont précédé le mouvement, le ressentiment contre le président s'est renforcé, indiquant une possible révolte armée, et le gouvernement provisoire a commencé à spéculer que l'objectif des rebelles était la sécession de São Paulo du Brésil. Cependant, l'argument séparatiste ne s'est jamais avéré fiable, mais même ainsi, cet argument a été utilisé dans la propagande du gouvernement provisoire tout au long du conflit pour susciter l'opinion publique dans le reste du pays contre les paulistes, pour obtenir des volontaires dans l'offensive. contre les troupes constitutionnalistes et gagner des alliés politiques dans d'autres États contre le mouvement de São Paulo.
Lorsque l'État de São Paulo a précipité la révolte contre le gouvernement provisoire de Vargas, ses dirigeants s'attendaient à l'adhésion automatique d'autres États brésiliens, compte tenu de la solidarité manifestée par les élites politiques des États du Minas Gerais, du Rio Grande do Sul et de ce qui était puis Mato Grosso. Ainsi, les politiciens de São Paulo ne s'attendaient qu'à un bref conflit militaire avec une marche rapide vers Rio de Janeiro, où se trouvait alors la capitale du pays, pour déposer Getúlio. Par conséquent, les insurgés n'ont pas organisé de système défensif à leurs frontières contre d'éventuelles offensives militaires des États voisins. Cependant, la solidarité de ces États ne s'est pas traduite par un soutien effectif et, alors que les paulistas attendaient le soutien prétendument promis, Getúlio Vargas a eu le temps d'articuler une réaction militaire afin d'étouffer la révolution à ses débuts, forçant l'État de São Paulo devant improviser en peu de temps un vaste système militaire défensif dans ses frontières contre l'offensive des troupes de tous les États brésiliens, à l'exception du Mato Grosso qui est devenu le seul État allié avec la population de São Paulo. Après près de trois mois d'intenses combats aux quatre coins de l'État, le conflit prend fin le 2 octobre 1932 avec la reddition de l'Armée constitutionnaliste,.
Actuellement, le 9 juillet, qui marque le début de la révolution de 1932, est la date civique la plus importante de l'État de São Paulo et un jour férié. Les paulistas considèrent la révolution constitutionnaliste comme le plus grand mouvement civique de son histoire. La loi 12 430 du 20 juin 2011 a inscrit les noms de Martins, Miragaia, Dráusio et Camargo, héros de São Paulo de la révolution constitutionnaliste de 1932, dans le Livre des héros de la patrie. Au total, il y a eu 87 jours de combats (du 9 juillet au 4 octobre 1932 - les deux derniers jours après la capitulation de São Paulo), avec un bilan officiel de 934 morts, bien que des estimations officieuses fassent état de jusqu'à 2 200 morts., et de nombreux les villes de l'intérieur de l'État de São Paulo ont subi des dommages dus aux combats. Malgré la défaite militaire du mouvement, certaines de ses principales revendications ont été obtenues plus tard, par exemple, avec la nomination d'un intervenant civil et pauliste, la convocation d'une Assemblée constituante et la promulgation d'une nouvelle Constitution en 1934. Cependant, cette Constitution a été de courte durée, car en 1937 Vargas a fermé le Congrès national, a révoqué la Constitution actuelle et a accordé une nouvelle Constitution, justifiant de telles mesures à un supposé extrémisme des mouvements politiques de l'époque. Ainsi, dès lors, le régime dictatorial connu sous le nom d'Estado Novo a été mis en place, qui a duré jusqu'en 1945, année où Vargas a été destitué par un groupe militaire composé de généraux, anciens alliés.

## Histoire

### Révolution de 1930
Dans la première moitié du XXe siècle, l'État de São Paulo a connu un processus accéléré d'industrialisation et d'enrichissement dû aux bénéfices de la plantation de café et à l'articulation de la politique du café au lait. Par cette politique, créée par le président de la République, Campos Sales, alternait à la présidence de la République des hommes politiques des États de São Paulo et de Minas Gerais, les plus riches et les plus peuplés de l'Union.
Début 1929, le gouvernement de Washington Luís, en nommant le natif de São Paulo Júlio Prestes, soutenu par dix-sept États, passa le tour du Minas Gerais dans le jeu de la succession présidentielle, brisant la « politique du café au lait », qui le gouvernement d'Afonso Pena (1906-1909) qui a remplacé Rodrigues Alves de São Paulo à la présidence de la République. Selon ce relais Minas Gerais - São Paulo à la présidence de la république, le candidat officiel, en 1930, devrait être un mineur, qui pourrait être le président du Minas Gerais Antônio Carlos Ribeiro de Andrada ou le vice-président de la république Fernando de Melo Viana ou l'ex-président Artur Bernardes, parmi d'autres dirigeants politiques de Minas Gerais. Cependant, Washington Luís, après avoir consulté les 20 présidents d'État, en juillet 1929, obtient le soutien de 17 d'entre eux pour Júlio Prestes, et le nomme candidat officiel à la présidence de la république lors des élections prévues le 1er mars 1930. Minas Gerais a alors rompu avec São Paulo, rejoint le caucus des gauchos au Congrès national et a promis son soutien à Getúlio Vargas, s'il se présentait à la présidence.
En septembre 1929, Minas Gerais, Rio Grande do Sul et Paraíba forment l'« Alliance libérale » lançant Getúlio comme président et João Pessoa, de Paraíba, comme vice-président. Getúlio a également soutenu le Parti démocrate de São Paulo, une partie des classes moyennes urbaines et des lieutenants, qui ont défendu les réformes sociales et économiques pour le pays. Les dix-sept autres États soutenaient alors Júlio Prestes. À cette époque, en septembre 1929, on percevait déjà à São Paulo que l'Alliance libérale et une éventuelle révolution visaient spécifiquement São Paulo. Dans les débats, à la Chambre des députés et au Sénat fédéral, en 1929, on disait ouvertement que si l'Alliance libérale ne gagnait pas les élections, il y aurait révolution.
Ayant le sénateur de l'État de São Paulo, Cândido Nazianzeno Nogueira da Motta, dénoncé prophétiquement à la tribune du Sénat du Congrès législatif de l'État de São Paulo, le 24 septembre 1929, que :

« La guerre annoncée par la soi-disant Alliance libérale n'est pas contre m. Júlio Prestes, est contre notre état de São Paulo, et ce n'est pas nouveau. L'envie impérissable contre nos progrès fulgurants qui devrait être une source de fierté pour tout le Brésil. Au lieu de nous remercier et de nous serrer dans des étreintes fraternelles, ils nous couvrent d'injures et nous menacent de pointes de lance et de pieds de cheval ! »

— Cândido Nogueira da Motta
Cândido Nogueira da Motta a également cité le sénateur de Rio de Janeiro Irineu Machado, qui a prédit la réaction de São Paulo :

« La réaction contre la candidature du Dr Júlio Prestes ne représente pas un geste contre le président de l'État, mais une réaction contre São Paulo, qui se lèvera car cela signifie un geste de légitime défense de ses propres intérêts. »

— Irineu Machado
Au milieu de la grave crise économique, due à la Grande Dépression de 1929 qui avait fait baisser les prix du café, Júlio Prestes, qui était membre du Parti républicain paulista, a été élu président le 1er mars 1930, gagnant dans dix-sept États. et le District fédéral, mais n'en a pas pris possession. Malgré des votes importants dans les trois états alliancistes, Getúlio Vargas a été largement vaincu. Júlio Prestes, à São Paulo, a obtenu 91% des votes valides.
L'aile la plus radicale de l'Alliance libérale décide de prendre les armes et utilise l'assassinat de João Pessoa, en juillet 1930, comme déclencheur du mouvement. Le crime n'avait aucun mobile politique, mais a été utilisé comme tel, dont l'impact émotionnel a ravivé les opposants vaincus. Le soutien populaire grandit et les préparatifs du coup d'État se déroulent rapidement, à l'approche du moment de l'investiture de Julio Prestes. Le 3 octobre 1930, l'insurrection éclate. Les rebelles ont pris les trois États qui rayonnaient de la révolution : (Rio Grande do Sul, Minas Gerais et Paraíba) et se sont dirigés vers la capitale fédérale.

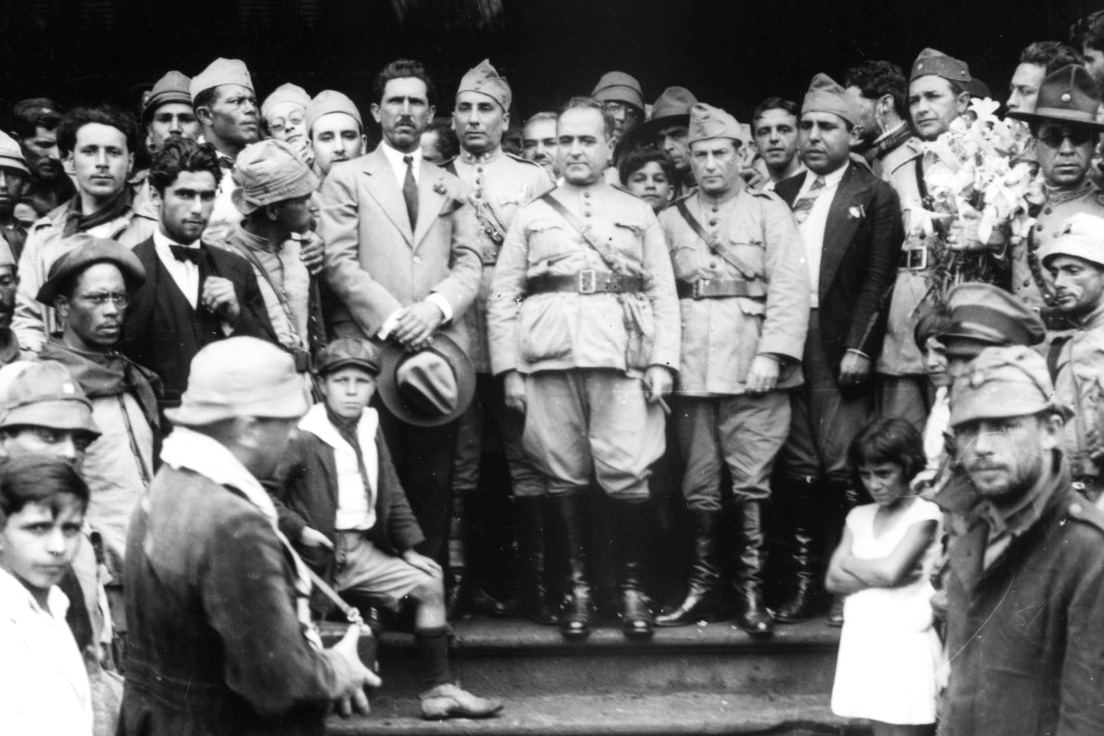
Entourage de Getúlio Vargas (au centre) passant par Itararé en route pour Rio de Janeiro pendant la révolution de 1930, photographié par Claro Jansson.

Le 24 octobre 1930, un coup d'État militaire dirigé par des commandants militaires à Rio de Janeiro a renversé Washington Luís et, le 3 novembre 1930, a remis le pouvoir à Getúlio Vargas. La révolution de 1930 ayant été victorieuse, Vargas est nommé chef du gouvernement provisoire et met fin à la suprématie politique de São Paulo et du Minas Gerais au sein du gouvernement fédéral. Entre autres actions, il amnistie les rebelles des révolutions de 1922 et 1924, modifie le système électoral et crée le ministère du Travail. Getúlio a pris ses fonctions, instaurant une dictature au Brésil : il a suspendu la Constitution et nommé des intervenants dans tous les États, à l'exception de Minas Gerais - renforçant le conflit avec São Paulo ; dissout le congrès national, les congrès d'État (chambres et sénats d'État) et les conseils municipaux.
En plus des mesures de centralisation politique, d'autres ont suivi, visant au contrôle économique par le gouvernement central : les États ont été interdits de contracter des emprunts étrangers sans l'autorisation du gouvernement fédéral ; le monopole de Banco do Brasil sur l'achat et la vente de devises étrangères lui permet de contrôler le commerce extérieur. Le gouvernement impose également des mesures pour contrôler les syndicats et les relations de travail et crée des institutions pour intervenir dans le secteur agricole, afin d'affaiblir les États.
Júlio Prestes, le président Washington Luís et plusieurs autres partisans de Júlio Prestes ont été exilés en Europe, et les journaux qui soutenaient Júlio Prestes ont été détruits (à l'époque il aurait été empastelados ou écrasés), y compris les journaux de São Paulo Folha de S.Paulo, A Plateia et le Correio Paulistano, et les journaux de Rio A Noite et O Paiz.
Getúlio a nommé des intervenants pour le gouvernement de l'État, et pour São Paulo le lieutenant, promu colonel par la révolution de 1930, João Alberto Lins de Barros, que l'oligarchie de São Paulo a traité péjorativement de « forastier et de roturier » ou même, par Pernamboucan, un nom de code également adopté et répandu parmi les habitants de São Paulo.
Le Parti démocratique, qui avait soutenu Vargas à São Paulo, obtenant pour lui 10 % des voix de São Paulo aux élections du 1er mars, n'a pas pu désigner l'intervenant fédéral à São Paulo. Pour la commande de 2e région militaire de São Paulo est nommé le général Isidoro Dias Lopes, et pour la commande de la Police militaire de l'État de São Paulo, alors appelée « Force publique », est nommé le major Miguel Costa. Tous deux avaient tenté de renverser le gouvernement de São Paulo lors de la révolution de 1924. Miguel Costa avait été expulsé de la Force publique pour ses actions en 1924. Isidoro Dias Lopes, cependant, rejoindra les Paulistas pour être l'un des commandants de la révolution de 1932.
Après la défaite de São Paulo le 24 octobre 1930, lorsque la révolution de 1930 a triomphé, le président par intérim de São Paulo Heitor Penteado a été destitué et l'État a été gouverné par le cabinet des quarante jours, avec le lieutenant João Alberto comme délégué militaire de la révolution, formé par les próceres du Parti démocrate. Le cabinet de quarante jours a démissionné sous la pression des lieutenants, se séparant de João Alberto. Après sa démission, São Paulo est gouvernée par des intervenants fédéraux : le lieutenant João Alberto Lins de Barros (du 25 novembre 1930 au 24 juillet 1931) ; Laudo Ferreira de Camargo (du 25 juillet 1931 au 13 novembre 1931); colonel Manuel Rabelo (13 novembre 1931 au 7 mars 1932); et Pedro de Toledo (du 7 mars 1932 jusqu'à la fin de la révolution de 1932, le 2 octobre 1932). Le 23 mai 1932, Pedro de Toledo a été acclamé par le gouverneur de São Paulo.
Peu de temps après la victoire de la révolution de 1930, le 6 novembre 1930, Luís Carlos Prestes, qui connaissait João Alberto à l'époque de la colonne Prestes, lança un manifeste dans lequel il dit mot pour mot :

« Brésiliens : Libérez-vous de la malhonnêteté d'un João Alberto ! »

— Luís Carlos Prestes
Et le lieutenant João Cabanas, l'un des chefs de file de la révolution de 1924 et révolutionnaire de 1930, dans son livre Pharisien de la révolution, de 1932, a défini le lieutenant João Alberto comme suit :

« João Alberto sert d'exemple : si, en tant que militaire, il mérite le respect, en tant qu'homme public, il ne mérite pas le moindre compliment. Placé, par des manœuvres inexplicables et des circonstances non encore éclaircies, à la tête de l'État le plus important du Brésil, il s'est révélé d'une incompétence extraordinaire, admirable, créant, en une seule année de gouvernement, l'une des confusions les plus tragiques qu'on ait jamais connues. la vie politique du Brésil, donnant également lieu à une grave impasse économique (déficit de 100 000 contos), et à la plus profonde impopularité contre la « révolution d'octobre ».. et avoir provoqué au peuple paulista, un état d'âme équivoque et dangereux. Notre histoire n'enregistre pas une autre période d'échec aussi complète que celle du « Tenenténisme inexpérimenté » ! »

— João Cabanas

### Révolte paulista

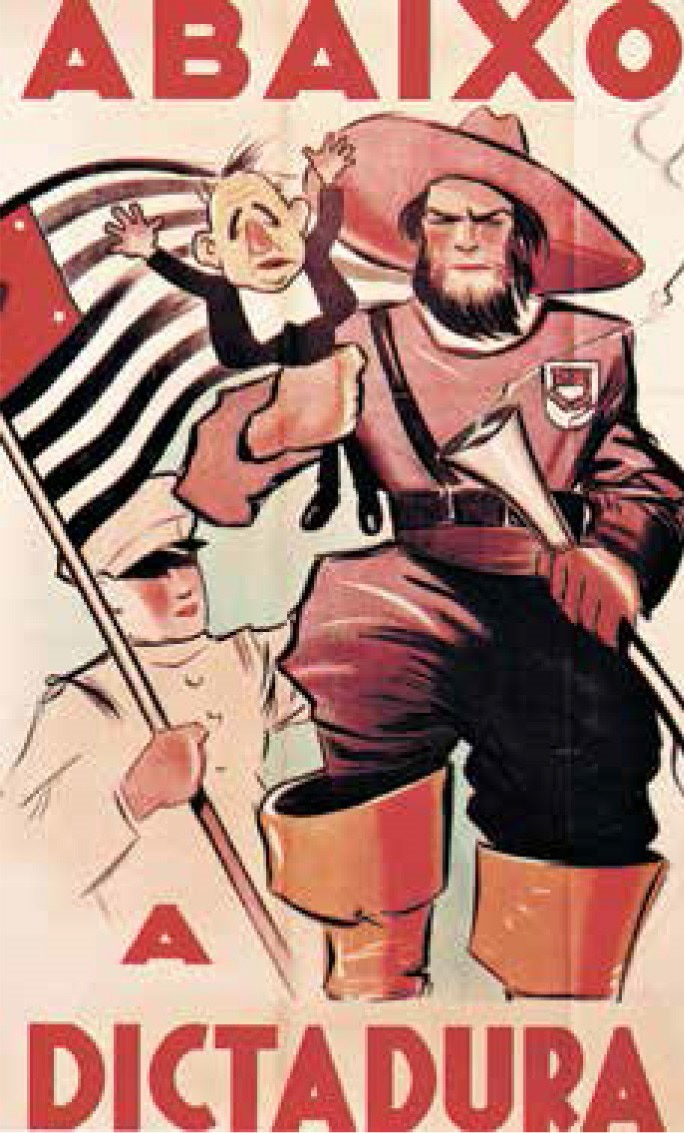
Affiche du mouvement contre la dictature de Getúlio Vargas.

En 1932, l'irritation de São Paulo contre Getúlio Vargas ne s'apaisa pas avec la nomination de Pedro de Toledo comme intervenant de l'État, comme ce dernier et Laudo Ferreira de Camargo (démissionnaire à cause de l'ingérence des lieutenants dans le gouvernement) ils ne pouvaient pas obtenir l'autonomie pour gouverner. La première grande manifestation du peuple de São Paulo a été un grand rassemblement sur la Place de la Sé, à l'occasion de l'anniversaire de São Paulo, le 25 janvier 1932, avec une audience estimée à 200 000 personnes. En mai 1932, plusieurs rassemblements constitutionnalistes ont lieu. Les ingérences de la dictature dans le gouvernement de São Paulo étaient constantes, les intervenants n'étaient pas autorisés à former librement leur secrétariat, ni le chef de la police de São Paulo. Pedro de Toledo n'a pas réellement gouverné, les ingérences de Miguel Costa, Osvaldo Aranha, João Alberto Lins de Barros, Manuel Rabelo et Pedro Aurélio de Góis Monteiro étaient constantes. L'homme politique Paulo Nogueira Filho décrit João Alberto Lins de Barros et Miguel Costa comme des personnes qui "se sont érigées en donataires de São Paulo".
Dès 1931, Júlio Prestes croyait que la situation de la dictature devenait insoutenable et se déclara en exil au Portugal :

« Ce que je ne comprends pas, c'est qu'une nation, comme le Brésil, après plus d'un siècle de vie constitutionnelle et de libéralisme, rétrogresse vers une dictature sans freins et sans limites comme celle qui nous dégrade et nous souille devant le monde civilisé ! »

— Júlio Prestes
Le Parti républicain paulista et le Parti démocratique de São Paulo, qui avaient auparavant soutenu la révolution de 1930, se sont unis en février 1932 dans le Front unique pour exiger la fin de la dictature du gouvernement provisoire et une nouvelle Constitution. Ainsi, tout São Paulo était contre la dictature. Les habitants de São Paulo considéraient que leur État était traité par le gouvernement fédéral, qui s'appelait lui-même un gouvernement provisoire, comme une terre conquistée, expression de la paternité de Leven Vanpré, gouverné par des lieutenants d'autres prétendait que la révolution de 1930 avait été faite « contre » São Paulo, puisque Júlio Prestes avait obtenu 90 % des voix des Paulistas en 1930.
Toujours en mai de cette année-là, contrairement à la directive de Getúlio Vargas et sous la pression de la population de São Paulo, le Frente Única Paulista a articulé la formation d'un nouveau secrétariat avec l'intervenant, formé exclusivement par des noms de São Paulo, défenseurs du drapeau de la reconstitution et de l'autonomie de l'État. Le 22 mai 1932 également, Getúlio Vargas envoya Oswaldo Aranha à São Paulo, avec pour mission d'arrêter cette réforme et d'imposer à l'intervenant de São Paulo un corps de secrétaires convenant aux intérêts du gouvernement Vargas. Sachant cela, la population de São Paulo a anticipé et organisé une grande manifestation entre le 22 et le 23 mai pour manifester son rejet de la visite d'Aranha et du gouvernement fédéral lui-même. La pression populaire a fait échouer la mission d'Oswaldo Aranha, ce qui a entraîné le maintien de la proposition du Frente Única Paulista pour le nouveau corps des secrétaires du gouvernement, qui a été formé par les noms suivants : Valdemar Ferreira, au ministère de la Justice et de la Sécurité publique ; Francisco da Cunha Junqueira, au ministère de l'Agriculture, de l'Industrie et du Commerce ; Francisco Emígdio da Fonseca Telles, au ministère des Transports et des Travaux publics ; Thyrso Queirolo Martins de Sousa, en tant que chef de la police de l'État de São Paulo ; José Rodrigues Alves Sobrinho, au ministère de l'Éducation et de la Santé publique); Joaquim Sampaio Vidal, au département de l'administration municipale ; et Paulo de Morais Barros, au ministère des Finances.
Cependant, le 23 mai 1932, lors d'une manifestation au centre-ville de São Paulo, cinq jeunes sont abattus par des membres du Parti populaire paulista (appelé quelques mois plus tôt « Légion révolutionnaire »), une organisation politique et militaire créée par João Alberto Lins de Barros et Miguel Costa qui ont été les piliers du régime Getúlio Vargas à São Paulo. Ce fut l'un des déclencheurs de la révolte armée qui allait se déclencher dans la nuit du 9 juillet de cette année-là.
Pedro de Toledo, avec l'appui du peuple, réussit, le 23 mai 1932, à mettre en place un secrétariat de son propre gré (qui devint le Secrétariat du 23 mai) et rompit définitivement avec le gouvernement provisoire. Le 23 mai est célébré à São Paulo comme la journée du soldat constitutionnaliste. La mort des jeunes a donné naissance à un mouvement d'opposition qui est devenu connu sous le nom de MMDC, plus tard officiellement appelé MMDCA : Martins (Martins) ; Euclides Bueno Miragaia (Miragaia); Dráusio Marcondes de Sousa (Dráusio); Antônio Américo Camargo de Andrade (Camargo); et Orlando de Oliveira Alvarenga (Alvarenga).
Le MMDC a été organisé en société secrète le 24 mai 1932, après avoir été lancé lors d'un dîner au restaurant Posilipo, par Aureliano Leite, Joaquim de Abreu Sampaio Vidal, Paulo Nogueira et Prudente de Moraes Neto, entre autres. Initialement, la société s'appelait « Guarde Paulista », mais plus tard elle s'est établie au MMDC, en l'honneur des jeunes tués le 23 mai. Le 10 août, le décret no 5627-A, du gouvernement de l'État a officialisé l'entité, dont la direction a été confiée à une collégiale, présidée par Waldemar Martins Ferreira, secrétaire à la Justice, et avec Luís Piza Sobrinho comme surintendant. Le MMDC a été installé à la Faculté de droit puis transféré dans l'ancien forum, sur la rua do Tesouro, puis dans le bâtiment de l'École de commerce Álvares Penteado.
Ce fait a conduit à l'union de divers secteurs de la société de São Paulo autour du mouvement de constitutionnalisation qui a commencé en janvier 1932. Dans ce mouvement, mené par le MMDC, le PRP et le Parti démocrate se sont joints, reconnus par le gouvernement fédéral comme secteurs de l'oligarchie, qui voulaient le retour de la suprématie de São Paulo et du PRP au pouvoir et voulaient aussi porter au pouvoir le São Paulo. Candidat paulista, Júlio Prestes, élu à la présidence mais incapable de prendre ses fonctions, entravé par la révolution de 1930.
Selon la sociologue Aspásia Camargo, dans un article du journal O Estado de S. Paulo, dans un texte commémoratif des soixante ans de la révolution constitutionnaliste de 1932, publié le 9 juillet 1992, le constitutionnalisme de São Paulo est le résultat d'un conflit entre deux conceptions de la démocratie : Démocratie sociale et Démocratie libérale. Pour Getúlio Vargas et les lieutenants, la démocratie libérale formelle était une imposture autant que le libéralisme brésilien. Quant à São Paulo, selon Aspásia, principalement pour son oligarchie, la démocratie sociale était une affaire de police. Cette accusation contre les Paulistas selon laquelle, à São Paulo, "un problème social est un problème de police" est due à une déformation d'une phrase du président Washington Luís par ses opposants. La phrase que Washington Luís a prononcée était la suivante :

« L'agitation ouvrière est une question qui concerne plus l'ordre public que l'ordre social, elle représente l'état d'esprit de certains ouvriers, mais pas de l'ensemble de la société ! »

— Washington Luís
Un mouvement armé a alors commencé, visant à renverser la dictature de Getúlio Vargas, sous la bannière de la proclamation d'une nouvelle Constitution pour le Brésil. Depuis son début, la révolution de 1932 a eu le soutien décisif de la franc-maçonnerie paulista, à travers ses dirigeants et ses membres tels que Pedro de Toledo, Julio de Mesquita Filho, Armando de Sales Oliveira, Ibrahim de Almeida Nobre et d'autres.
Le 9 juillet, Getúlio Vargas avait déjà organisé des élections pour une Assemblée nationale constituante (des élections ont été convoquées en février 1932) et avait déjà nommé un intervenant de São Paulo - les deux grandes revendications de São Paulo. Cependant, l'ingérence du gouvernement fédéral et des lieutenants à São Paulo est restée forte. Les tenants du Clube 3 de Outubro étaient contre l'installation d'une assemblée constituante, et leurs représentants ont remis à Getúlio Vargas, le 3 mars 1932, à Petrópolis, un manifeste contre l'assemblée constituante, dans lequel ils ont apporté leur plein soutien à la dictature. et les qui sont contre une nouvelle constitution.
Ces actes du gouvernement provisoire n'ont cependant pas évité le conflit, car le PRP, désormais uni à son rival, le Parti démocratique de São Paulo, visait à revenir à la domination de la politique nationale, comme il le faisait auparavant, en donnant une constitution au Brésil et en mettant fin à la ingérence de la dictature dans le gouvernement de São Paulo. La nomination du major Miguel Costa en tant que commandant de la Police militaire de São Paulo, alors appelée Force publique, était particulièrement humiliante pour São Paulo, car Miguel Costa avait été expulsé de la force publique en 1924 pour avoir tenté de renverser le gouvernement de São Paulo à la révolution de 1924.
Le combattant médical de la révolution de 1932, Ademar de Barros, qui gouvernera trois fois São Paulo, expliqua, à Santos, en 1934, les raisons de la révolution de 1932 :

« São Paulo a pris les armes le 9 juillet 1932 pour débarrasser le Brésil d'un gouvernement qui prendrait sa direction à la suite d'une révolution… et s'est perpétué indéfiniment au pouvoir, écrasant les droits d'un peuple libre… il avait le toujours glorieux São Paulo sous les bottes et le fouet du seigneur ! »

— Ademar de Barros
Conscients de la défaite militaire imminente, le commandant suprême de l'armée constitutionnaliste, le général Bertoldo Klinger, et le commandant général de la Force publique de São Paulo, le colonel Herculano de Carvalho e Silva, ont obtenu un armistice et ont engagé des négociations pour la fin définitive du conflit avec le général Pedro de Aurélio de Góis Monteiro, commandant militaire du détachement oriental et représentant du gouvernement provisoire. Après quelques jours de négociations, le 2 octobre 1932, dans la ville de Cruzeiro, la capitulation est finalement signée et par conséquent le conflit prend fin. Parmi les termes de l'accord, il a été établi que la Force publique de São Paulo retournerait à la caserne pour reprendre ses fonctions dans la sécurité publique de l'État et que le colonel Herculano de Carvalho e Silva assumerait temporairement le gouvernement de l'État de São Paulo jusqu'à l'arrivée de l'intervenant désigné par Getúlio Vargas. Avec le retrait général des troupes de la Force publique de São Paulo, les autres troupes constitutionnalistes composées de combattants et de volontaires de l'Armée, se trouvant incapables de soutenir les combats en raison de ce grand détournement de leurs lignes défensives, ont également abandonné les tranchées vers la capitale et mettre définitivement fin aux combats,.

### Fin du conflit

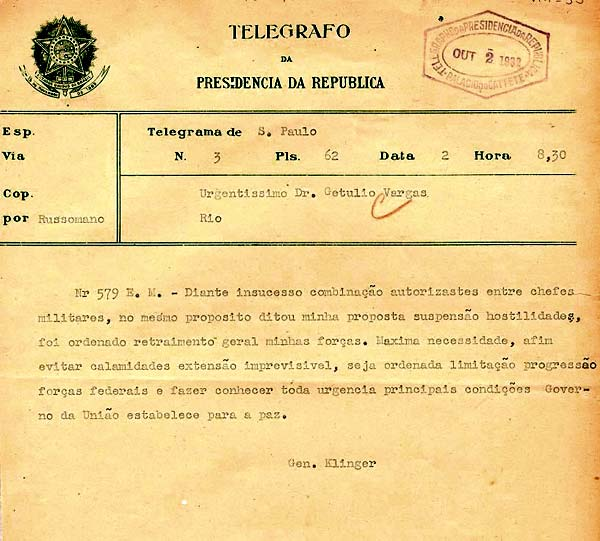
Télégramme annonçant la fin des hostilités.

À la mi-septembre 1932, les conditions économiques de l'État de São Paulo étaient précaires, compte tenu de l'encerclement militaire et de l'isolement commercial. De plus, les villes de l'intérieur de l'État sont progressivement envahies par les troupes de Getúlio Vargas et la capitale paulista est de plus en plus menacée par l'occupation militaire. L'asphyxie commerciale a été en grande partie causée par le blocus du port de Santos, empêchant l'acheminement des fournitures de base à la population de l'État et empêchant également le réapprovisionnement des ressources militaires aux troupes constitutionnalistes, qui faisaient leur puissance défensive, qui jusque-là, de plus en plus insoutenable, elle a été rendue possible grâce aux contributions de ses citoyens et à la mobilisation de bénévoles dans la production et la distribution des fournitures. À cela s'ajoute le fait que pratiquement toute l'industrie de São Paulo était soit paralysée à cause du conflit, soit se consacrait à la production de matériel et de fournitures pour les troupes constitutionnalistes.
Les commandants de l'Armée constitutionnaliste, pendant les trois mois de conflit, s'attendaient à un tournant dans le cours de la guerre, afin de sortir de l'encerclement militaire pour reprendre l'offensive et, enfin, remplir l'objectif du mouvement armé, qui prévoyait la destitution du gouvernement provisoire alors présidé par Getúlio Vargas. Cependant, avec des revers successifs dans les domaines militaire, politique, diplomatique, économique et logistique, les commandants des Forces constitutionnalistes démissionnent et demandent au gouvernement provisoire un armistice pour engager les négociations de la reddition. Parmi les facteurs qui ont soutenu cette décision, il y avait la difficulté rencontrée par les Paulistas à faire des ressources de guerre suffisantes et opportunes ; la frustration face à l'acquisition de moyens militaires à l'étranger après l'action ostensible de la diplomatie du gouvernement provisoire, qui a réussi à stopper les achats initiés ; frustration face à la non-reconnaissance internationale de l'état de belligérance ; l'incitation politique ou l'arrestation par le gouvernement fédéral d'importants alliés étatiques des rebelles ; la débellion des rebelles à Rio Grande do Sul ; le siège et la chute imminente de la place militaire à Campinas et Limeira, ce qui signifierait pratiquement que le gouvernement prendrait la capitale de São Paulo et, avec cela, l'impossibilité des autres fronts de combat ; et, enfin, l'asphyxie commerciale résultant du siège militaire qui a entraîné la pénurie générale de nourriture, de carburant, de pièces détachées, de matériel militaire, entre autres ressources essentielles aux rebelles pour soutenir la guerre,,.
Le 6 octobre, le général Valdomiro Castilho de Lima, alors commandant des forces militaires du sud du Brésil, assume l'intervention de l'État de São Paulo. C'était la deuxième fois en moins de deux ans que des troupes gauchos occupaient la capitale de São Paulo, la première fois lors de la révolution de 1930. Avec la défaite militaire de la révolution constitutionnaliste, la plupart de ses dirigeants se sont exilés dans la ville de Lisbonne au Portugal.

## Conséquences

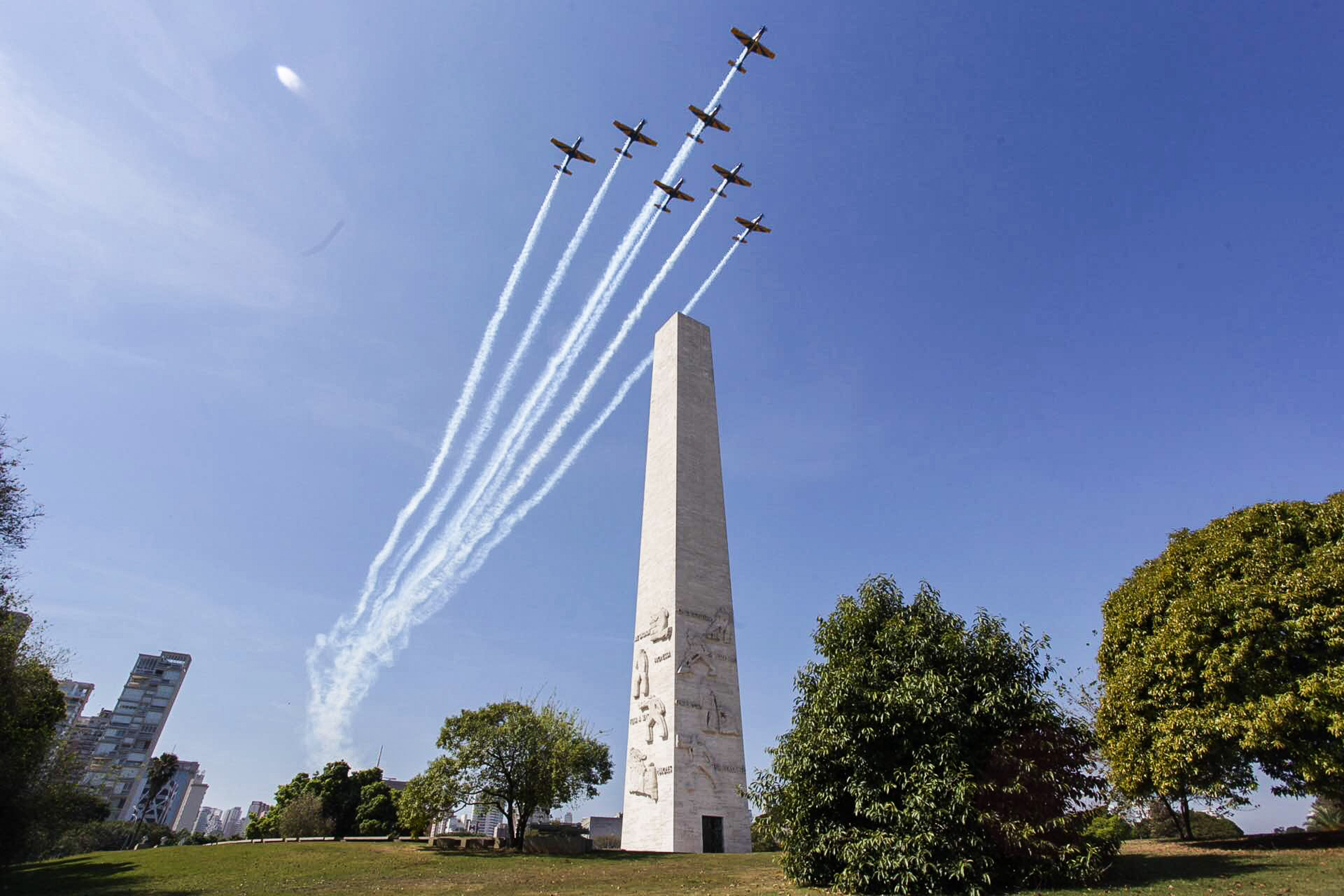
Obélisque de São Paulo, dans le parc d'Ibirapuera, construit en l'honneur des héros de la révolution constitutionnaliste.

À la fin du conflit, à l'exception des membres de la Force publique de São Paulo, les principaux dirigeants civils et militaires du Mouvement constitutionnaliste ont été envoyés en exil au Portugal. Parmi les paulistas, les pertes sont estimées à plus d'un millier de morts. Actuellement, les cendres de 713 ex-combattants sont conservées dans le mausolée de l'Obélisque d'Ibirapuera, en plus des cinq jeunes tués à la suite de la manifestation contre le gouvernement de Getúlio Vargas le 23 mai 1932. Bien que le nombre de victimes du gouvernement provisoire n'ait jamais été dévoilé, Frank D. MacCann s'appuie sur le témoignage de l'attaché militaire américain qui, après avoir 1 050 morts et environ 3 800 blessés,. La révolution de 1932 a été considérée par les historiens comme l'un des plus grands conflits de l'histoire brésilienne du XXe siècle,.
Dans la version du gouvernement fédéral provisoire, alors présidé par Getúlio Vargas, le conflit n'était pas nécessaire, car des élections législatives étaient déjà prévues pour l'année suivante. D'autre part, dans la version des chefs de l'insurrection, les élections de 1933 et l'Assemblée constituante n'ont pas eu lieu, pas plus que la redémocratisation et l'État de droit au Brésil n'étaient pour le Mouvement constitutionnaliste de 1932. Cependant, à l'exception de l'État de São Paulo, dans le reste du pays prévaut la version de Getúlio Vargas et de ses partisans, selon laquelle la bannière de la constitutionnalisation du pays n'était qu'un subterfuge pour les anciens politiciens de São Paulo pour reprennent le pouvoir après avoir été chassés avec la révolution de 1930 et, par conséquent, ils seraient les véritables responsables du mouvement armé. La thèse de Vargas soutient également qu'il s'agissait d'un complot orchestré par l'élite de São Paulo qui, en possession des médias à l'époque dans l'État et utilisant la population de São Paulo comme une masse de manœuvre, visait à destituer Vargas de la présidence de la République et puis revenir au pouvoir un représentant de l'oligarchie de São Paulo, qui était jusque-là dans l'ostracisme politique. Il prétend également qu'avec l'échec de cet objectif initial, la rébellion aurait pris un caractère séparatiste voilé. Enfin, cette version exalte la figure de Getúlio Vargas en raison des efforts du gouvernement provisoire de pacification nationale dans l'après-conflit, lui attribuant le crédit de concessions politiques aux rebelles, avec la réalisation de pratiquement toutes les exigences qui ont motivé le révolution, en plus de la réconciliation avec les dirigeants de São Paulo,,,,,.
Après le conflit, malgré la victoire militaire du gouvernement fédéral provisoire, Getúlio Vargas a subi des pressions de la part de la coalition politique et militaire qui le soutenait, car il avait pris plusieurs engagements politiques et financiers avec des dirigeants étatiques et militaires, promis comme monnaie d'échange dans le alliance pour combattre les rebelles, s'ajoute à l'endettement considérable du Trésor national pour financer l'offensive contre les rebelles. Par ailleurs, la direction de la coalition de soutien au gouvernement a exigé, dès la fin du conflit, un effort de pacification nationale pour la normalisation politique et économique du pays. Par conséquent, l'élection pour la formation de l'Assemblée constituante a été décisive. D'autre part, le gouvernement provisoire a perdu d'importantes bases de soutien politique qui soutenaient jusqu'alors la directive actuelle du régime, comme ce fut le cas des "lieutenants" représentés par le Clube 3 de Outubro, qui étaient contre la constitutionnalisation du pays. et ont fini par perdre leur influence politique dans l'après-conflit. Dans ce nouveau contexte, Getúlio Vargas était politiquement acculé et a dû faire des concessions pour maintenir sa formation politique au pouvoir,,,,,.
Les concessions du gouvernement provisoire étaient de nature politique et économique, qui comprenait São Paulo, dans l'effort de pacification nationale et de normalisation des affaires dans le pays, ainsi que la prévention de nouvelles divergences politiques, afin d'obtenir le minimum politique nécessaire le soutien des États au fonctionnement de l'exécutif fédéral. À l'époque, l'État de São Paulo était l'une des plus grandes économies du pays et les différents États brésiliens avaient un lien économique et politique fort avec l'État, et de lui avec l'extérieur, ce qui était un sujet de grande préoccupation pour le Union dans l'après-guerre. L'un des principaux efforts à cet égard a été la décision technique de Banco do Brasil, alors autorité monétaire à l'époque, d'assumer les obligations des obligations de guerre émises par le gouvernement de São Paulo pendant le conflit, afin d'empêcher une liquidité économique crise dans le pays. Le gouvernement fédéral provisoire a également cherché à normaliser le commerce intérieur entre les États et l'étranger depuis le port de Santos, à São Paulo, en débloquant l'accès et en réactivant la pleine activité opérationnelle et productive de l'État. Cependant, la plupart des concessions de Getúlio Vargas à São Paulo l'ont été par l'intermédiaire de son intervenant militaire dans l'État, le général Valdomiro Lima, qui, en assumant l'interventoria le 6 octobre 1932, a rencontré un terrain hostile, avec des ressentiments et des boycotts de la part des paulistas. En raison de la situation alarmante dans l'État, l'intervenant a pris plusieurs mesures pour calmer l'hostilité de la population, parmi lesquelles, le sceau de Teodoro Augusto Ramos à la mairie de la capitale après avoir été nommé par l'Institut d'ingénierie de São Paulo, le service du principal les revendications des caféiculteurs de São Paulo, l'octroi d'un moratoire sur le paiement de la taxe de 2% sur les marchandises importées, la libération des combattants emprisonnés, la suspension de la censure de la presse et le maintien de la plupart des policiers dans leurs postes,,,,,.

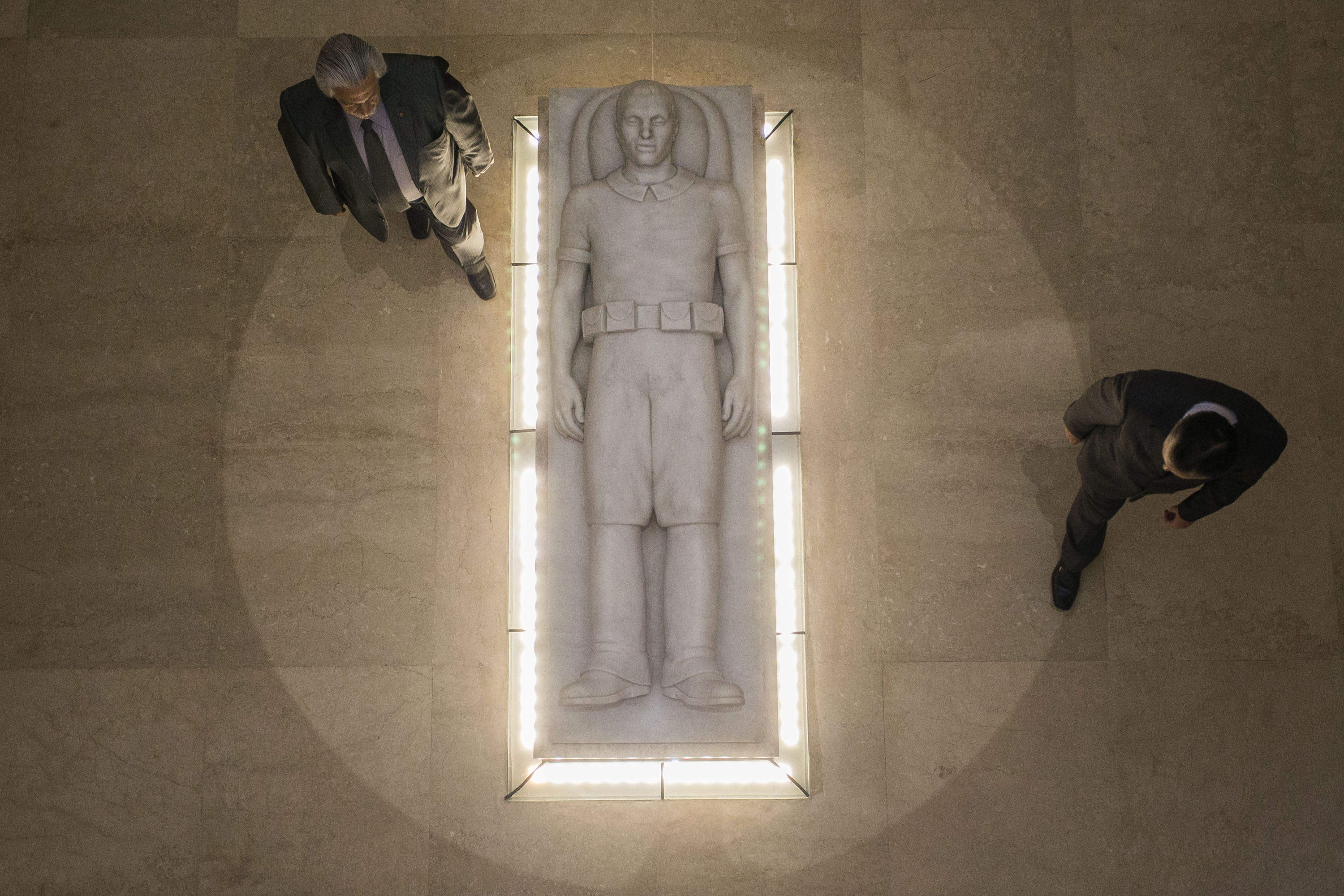
Mausolée au soldat constitutionnaliste de 1932 à l'intérieur de l'Obélisque de São Paulo

Le 3 mai 1933, les élections pour l'Assemblée nationale constituante ont finalement eu lieu, lorsque les femmes ont voté pour la première fois au Brésil lors des élections nationales. Lors de cette élection, grâce à la création du Tribunal électoral, la fraude n'était plus courante dans les élections brésiliennes. Le 17 juin 1934, lors de l'Assemblée constituante, Getúlio Vargas est élu indirectement à la Présidence de la République pour un mandat de 4 ans, qui prend ses fonctions le 20 juillet. À l'issue de l'Assemblée, le 16 juillet, la Constitution de 1934 a été promulguée, qui a marqué le retour de la démocratie et de l'État de droit dans le pays, ainsi que la pacification entre les formations politiques, en plus du retour de l'exil des rebelles dirigeants et la réincorporation des militaires rebelles à leurs postes respectifs dans les Forces armées du Brésil, bien que l'amnistie de ces derniers était en grande partie le résultat de l'influence et de la pression du général Pedro Góis Monteiro sur le gouvernement fédéral. La même année, le président de la République nomme un intervenant civil et pauliste du gouvernement de São Paulo, Armando de Sales Oliveira, dans un nouvel effort de pacification nationale,,,,,,.
Des années plus tard, sous le régime de l'Estado Novo, deux intervenants fédéraux à São Paulo ont quitté les rangs du PRP : Ademar de Barros (1938-1941) et Fernando de Sousa Costa (1941-1945), qui avait été l'ancien secrétaire à l'agriculture de l'ancien gouverneur de São Paulo, Júlio Prestes. Tous deux sont devenus de grands alliés de Getúlio Vargas à São Paulo,.
Malgré la défaite militaire, les dirigeants de São Paulo ont estimé avoir obtenu une victoire morale et politique. Comme l'exprime le général Bertoldo Klinger, quelques années après le conflit :

« Alors que nous entrions à São Paulo, pour assumer le commandement suprême, j'ai déclaré que je tirais mon épée conformément à la Loi (...) Nous avons été obligés de nous rendre sans conditions, pour épargner S. Paulo, tout le Brésil, plus de jours encore amer. Mais nous avons fait triompher notre idée : le retour du pays au régime constitutionnel. Nous obligeons le gouvernement à l'exécuter. Et, ayant atteint notre objectif, nous pouvons encore une fois dire que la guerre sainte dans laquelle São Paulo et Mato Grosso se sont battus pour un Brésil libre contre un Brésil esclave, le perdant a gagné le vainqueur. »

— Bertoldo Klinger, 1934
Dans l'État de São Paulo, la révolution de 1932 est devenue la référence historique la plus importante pour la citoyenneté, les valeurs et les principes de son peuple, à l'instar de la guerre des Farrapos pour les gauchos. Pendant le conflit également, grâce à la propagande, les traditions des bandeirantes de l'État ont été ravivées, par exemple, avec des images des principaux pionniers de São Paulo dans les illustrations des billets de monnaie de São Paulo mis en circulation, à la radio, sur des affiches et dans diverses autres publications. Le 9 juillet est un jour férié à São Paulo et organise des événements commémoratifs dans tout l'État. Cependant, dans le reste du pays, il n'y a pas de commémoration de la révolution constitutionnaliste de 1932 et elle est également peu rappelée, même dans les cercles universitaires et scolaires, bien qu'elle ait été marquée dans l'histoire du Brésil comme l'un des principaux événements civils et militaires. conflits, tant en raison de la mobilisation qui a eu lieu que pour le nombre de morts, qui a largement dépassé les pertes survenues lors de la campagne militaire brésilienne en Italie pendant la Seconde Guerre mondiale,,.

### Préservation de la mémoire et des idéaux de 1932

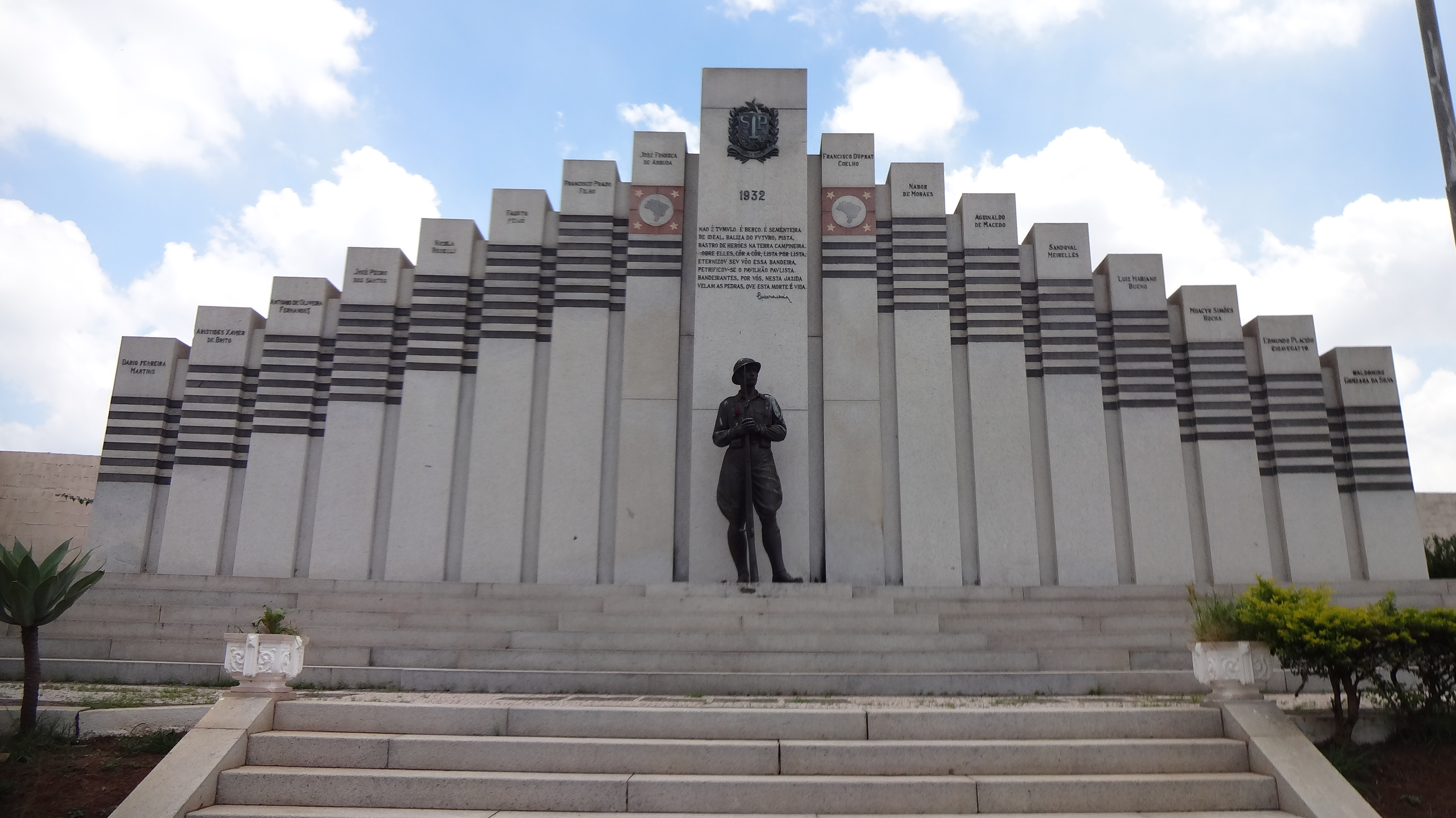
Monument aux héros de la révolution constitutionnaliste de 1932 au cimetière de Saudade à Campinas.

Le 9 juillet est un jour férié dans l'État de São Paulo et est également sa date principale, fixée par la loi no 9 497 du 5 mars 1997. Cependant, depuis 1934, chaque année à cette date, le défilé commémoratif civilo-militaire du 9 juillet se tient dans la capitale de São Paulo, actuellement située dans le parc d'Ibirapuera, et se tient également dans les villes de l'intérieur de l'État, en mémoire de le conflit et en l'honneur de ceux qu'ils sont tombés pour la cause constitutionnaliste. Au cours de cette cérémonie, les dépouilles mortelles des anciens combattants sont déposées dans le mausolée du soldat constitutionnaliste. Pendant de nombreuses années, l'événement a réuni des bataillons d'anciens combattants du conflit,.
Dans le cadre des commémorations, il y a également la compétition cycliste 9 de Julho créée par le journaliste Cásper Líbero et organisée depuis 1933 dans la ville de São Paulo. De plus, chaque année au début du mois de juillet, un groupe de personnes de São Paulo effectue la « Marche du 9 juillet », couvrant 927 kilomètres à pied à travers l'État de São Paulo, partant de Rubineia, à l'extrême ouest de l'État, et concluant la tronçon dans la ville de Cruzeiro, dans la vallée de Paraíba, où les capitulations de São Paulo ont été signées. Les organisateurs de la marche civique visent à entrer dans le livre Guinness des records comme la plus grande marche civique au monde.
Le 25 janvier 1934, le premier monument en l'honneur des combattants tués pendant le conflit a été inauguré dans la ville d'Itapira-SP. Le monument du Morro do Gravi est considéré comme l'un des principaux monuments en l'honneur des soldats tués dans tout le "secteur est" de São Paulo.
En 1935, la campagne pour le Monument et Mausolée au soldat constitutionnaliste de 1932 est lancée, avec l'objectif de préserver la mémoire de la campagne civique et militaire qui a eu lieu en 1932, la cause constitutionnaliste défendue par les révolutionnaires, et aussi d'honorer ceux qui sont tombés dans le conflit. En mars de cette année-là, la commission formée a commencé ses activités avec des mesures de collecte de fonds et l'ouverture de la sélection des meilleurs projets pour le travail artistique et architectural, sur la base de conditions formulées par un groupe d'architectes, d'ingénieurs et d'artistes plasticiens, qui ont jugé le œuvres présentées. Le monument a été construit dans le parc d'Ibirapuera et inauguré le 9 juillet 1955, bien que les travaux n'aient été réellement achevés qu'en 1970.
Dans les villes de l'État, il existe également plusieurs monuments dédiés à la mémoire du conflit, en plus de plusieurs lieux nommés en référence et en hommage au mouvement constitutionnaliste et à ses héros, tels que l'avenue 23 de Maio et l'avenue 9 de Julho dans la ville de São Paulo.
La ville de Cruzeiro a reçu, par la loi de l'État no 13 203 du 10 septembre 2008, le titre honorifique de « Capitale de la révolution constitutionnaliste de 1932 » en raison des épisodes remarquables de ce conflit survenus dans la municipalité, notamment l'armistice, terme de cessation de la révolution qui eut lieu le 2 octobre 1932 à l'école Arnolfo Azevedo, située dans la région centrale de la ville, dont le bâtiment servait également de quartier général aux troupes de São Paulo.
L'Armée constitutionnaliste existe toujours symboliquement et est représentée chaque année dans les défilés civiques-militaires correspondant aux célébrations du 9 juillet à São Paulo. Au fil des années, la Société des anciens combattants de 1932 a conservé la mémoire et une collection variée de documents, reliques et autres éléments historiques de la révolution de 1932,.